# Living Undocumented
Living Undocumented es una serie documental de Netflix de 2019 codirigida por Aaron Saidman y Anna Chai, producida por Selena Gomez, 
Mandy Teefey, Eli Holzman, Aaron Saidman, Sean O'grady y Anna Chai. La serie documenta ocho familias inmigrantes indocumentadas que viven en los Estados Unidos. La serie fue producida por Industrial Media propiedad de The Intellectual Property Corporation.
Según un op-ed escrito por Gomez para la revista Time el 1 de octubre de 2019, ella dijo que se acercó al proyecto en 2017 y decidió involucrarse después de ver imágenes que capturaban «la vergüenza, la incertidumbre y el miedo de ver la lucha de su propia familia, pero también captura la esperanza, el optimismo y el patriotismo que tantos inmigrantes indocumentados aún tienen en sus corazones a pesar del infierno que atraviesan».

## Lanzamiento
Living Undocumented fue lanzado el 2 de octubre de 2019 a través de Netflix.

## Episodios
| N.º | Título                | Lanzamiento          |
| --- | --------------------- | -------------------- |
| 1   | A Prayer in the Night | 2 de octubre de 2019 |
| 2   | The World Is Watching | 2 de octubre de 2019 |
| 3   | The Deportation       | 2 de octubre de 2019 |
| 4   | The Crossing          | 2 de octubre de 2019 |
| 5   | A Family Torn Apart   | 2 de octubre de 2019 |
| 6   | Home Sweet Home       | 2 de octubre de 2019 |